# Edvin Ryding
Lars Edvin Folke Ryding, mais conhecido como Edvin Ryding (Estocolmo, 4 de fevereiro de 2003) é um ator sueco. Ele estreou na TV aos cinco anos de idade atuando na série Mannen under trappan em 2009. Desde então, Ryding trabalhou em várias outras produções como Fröken Frimans krig, Kronjuvelerna, The Stig-Helmer Story, Gåsmamman, Nobels testamente e em vários dos filmes sobre Annika Bengtzon produzidos em 2011. Ele também fez a voz principal no filme de animação infantil dinamarquês Resan till Fjäderkungens rike (O Reino do Rei Pena). Em 2021, Edvin ganhou grande notoriedade após protagonizar a série da Netflix, Young Royals, interpretando o Príncipe Wilhelm.

## Filmografia

### Filmes
| Ano  | Título                             | Papel                      | Notas                  | Ref.                |
| ---- | ---------------------------------- | -------------------------- | ---------------------- | ------------------- |
| 2011 | Kronjuvelerna                      | Richard Persson            |                        | [ 4 ]               |
| 2011 | The Stig-Helmer Story              | Não nomeado                |                        | [carece de fontes?] |
| 2012 | Nobels testamente                  | Kalle                      |                        | [carece de fontes?] |
| 2012 | Prime Time                         | Kalle                      |                        | [carece de fontes?] |
| 2012 | Studio Sex                         | Kalle                      |                        | [carece de fontes?] |
| 2012 | Den röda vargen                    | Kalle                      |                        | [carece de fontes?] |
| 2012 | Livstid                            | Kalle                      |                        | [carece de fontes?] |
| 2012 | En plats i solen                   | Kalle                      |                        | [carece de fontes?] |
| 2013 | IRL                                | Lillebror Jonas            |                        | [carece de fontes?] |
| 2014 | Resan till Fjäderkungens rike      | Johan (voz)                |                        | [ 5 ]               |
| 2015 | Jönssonligan – Den perfekta stöten | Jovem Charles-Ingvar (voz) |                        | [carece de fontes?] |
| 2016 | Om allt vore på riktigt            | Josef                      | Curta-metragem         | [carece de fontes?] |
| 2023 | Avgrunden                          | Simon Vibenius             | Filme original Netflix |                     |
| 2024 | En del av dig                      | Noel                       | Filme original Netflix | [ 6 ]               |

### Televisão
| Ano        | Título                | Papel                   | Notas                   | Ref.                |
| ---------- | --------------------- | ----------------------- | ----------------------- | ------------------- |
| 2009       | Mannen under trappan  | Fabian Kreutz           | Minissérie; 4 episódios | [carece de fontes?] |
| 2013       | Biciklo - Supercykeln | Valle Forslin (Walfrid) | 3 episódios             | [carece de fontes?] |
| 2013– 2017 | Fröken Frimans krig   | Gunnar Andersson        | 12 episódios            | [carece de fontes?] |
| 2014       | Bastuklubben          | Jarmo (jovem)           | 6 episódios             | [carece de fontes?] |
| 2015– 2021 | Gåsmamman             | Linus Ek                | 40 episódios            | [carece de fontes?] |
| 2018       | Storm på Lugna gatan  | Sylvester               | 23 episódios            | [carece de fontes?] |
| 2019– 2020 | Älska mig             | Viktor                  | 7 episódios             | [carece de fontes?] |
| 2020       | Maria Wern            | Elliot                  | 2 episódios             | [carece de fontes?] |
| 2021-2024  | Young Royals          | Wilhelm                 | 12 episódios            | [ 7 ] [ 8 ] [ 9 ]   |
| 2026       | Danvers               | Adam                    | 8 episódios             | [carece de fontes?] |

### Dublagem Sueca
| Ano  | Título                                       | Papel                 | Intérprete Original | Ref.                |
| ---- | -------------------------------------------- | --------------------- | ------------------- | ------------------- |
| 2014 | Mr. Peabody and Sherman                      | Mason Tutankhamon     | Zach Callison       | [carece de fontes?] |
| 2015 | Paddington                                   | Jonathan Brown        | Samuel Joslin       | [carece de fontes?] |
| 2016 | Kubo and the Two Strings                     | Kubo (voz)            | Art Parkinson       | [ 10 ]              |
| 2017 | Tinkas juleeventyr                           | Lasse                 | Albert Rosin Harson | [carece de fontes?] |
| 2017 | Paddington 2                                 | Jonathan Brown (voz)  | Samuel Joslin       | [carece de fontes?] |
| 2020 | Onward                                       | Ian Kvickfot (voz)    | Tom Holland         | [carece de fontes?] |
| 2020 | High School Musical: The Musical: The Series | Richard "Ricky" Bowen | Joshua Bassett      | [carece de fontes?] |
| 2021 | Don't Look Up                                | Yule                  | Timothée Chalamet   | [carece de fontes?] |